# Ahmad Madadi
Ahmad Madadi (31 de agosto de 1994) es un jugador de balonmano catarí que juega de extremo izquierdo. Es internacional con la selección de balonmano de Catar.
Su primer Mundial con la selección fue el Campeonato Mundial de Balonmano Masculino de 2017.

## Palmarés internacional
| Juegos Asiáticos    | Juegos Asiáticos  | Juegos Asiáticos | Juegos Asiáticos |
| Año                 | Lugar             | Medalla          |                  |
| ------------------- | ----------------- | ---------------- | ---------------- |
| 2018                | Yakarta-Palembang | Medalla de oro   |                  |
| 2022                | Hangzhou          | Medalla de oro   |                  |
| Campeonato Asiático |                   |                  |                  |
| Año                 | Lugar             | Medalla          |                  |
| 2018                | Suwon             | Medalla de oro   |                  |
| 2020                | Ciudad de Kuwait  | Medalla de oro   |                  |
| 2022                | Dammam            | Medalla de oro   |                  |
| 2024                | Baréin            | Medalla de oro   |                  |